# Anthrax xerozous
Anthrax xerozous är en tvåvingeart som beskrevs av Hesse 1956. Anthrax xerozous ingår i släktet Anthrax och familjen svävflugor. Inga underarter finns listade i Catalogue of Life.